# Alan Helffrich
Alan Boone Helffrich (* 7. August 1900 in Yonkers, New York; † 3. Februar 1994) war ein US-amerikanischer Leichtathlet, der in den frühen 1920er Jahren als 800-Meter-Läufer erfolgreich war. Er startete für die Pennsylvania State University. (Abschluss 1925). Seine Trainer waren Gus Kirberger an der Yonkers High School und Nathanael John Courtmell an der Universität.

## Karriere
Seinen ersten Sieg erzielte er bei den Westchester-County-Meisterschaften der Junioren über 880 Yards. Ferner gewann er bei den Junior Metropolitan AAU, den Middle Atlantic Interscholastic Championships und den National Interscholastic Indoor Championships. Bei den AAU-Meisterschaften über 880 Yards platzierte er sich 1920 als Fünfter. In der Folgezeit gewann er sechsmal den Titel:
- AAU: 1921 (1:56,6 min), 1922 (1:56,3 min) und 1925 (1:54,8 min); 1923 wurde er Zweiter.
- NCAA: 1922 (1:58,1 min) und 1923 (1:56,3 min)
- NC4A: 1923 (1:55,8 min.)

Hinzu kommt ein Sieg 1924 über 440 Yards (50,1 s). Ferner war er fünfmal in Folge bei den Millrose Games in New York über 600 Yards siegreich.
Er lief mehrfach Weltrekord:
- als Mitglied der 2-Meilen-Staffel bei den Penn-Relays 1923
- als Mitglied des Penn State Distance Medley Relay-Teams
- in der Halle über 500, 600 und 800 Meter sowie über 600 Yards

Bei den VIII. Olympischen Spielen 1924 in Paris war er Mitglied der 4-mal-400-Meter-Staffel, die in der Besetzung Commodore Cochran, Alan Helffrich als zweiter Läufer, Oliver MacDonald und William Stevenson in der Weltrekordzeit von 3:16,0 min mit großem Abstand vor Schweden und Großbritannien die Goldmedaille gewann.
Für die Einzelwettkämpfe über 800 Meter – das Finale erreichten nicht weniger als vier Amerikaner – war Helffrich nicht gemeldet. 1925 gelang ihm als einzigem Amerikaner ein Sieg über den berühmten Finnen Paavo Nurmi (über 880 Yards; Nurmi bestritt in den USA insgesamt 52 Rennen). Von 1918 bis 1919 diente er beim 9. Coast Defense Command. Nach Beendigung seiner Laufbahn wurde er Sportfunktionär. Ferner war er bis zu seinem Tod im Alter von 93 Jahren Vorsitzender des Olympioniken-Klubs im Bundesstaat New York. Alan Helffrich hatte vier Brüder.